# Slarvtjärnen
Slarvtjärnen är en sjö i Ovanåkers kommun i Hälsingland och ingår i Ljusnans huvudavrinningsområde.
Slarvtjärnen ligger i Stormyran-Grannäsen Natura 2000-område.